# Штаркенбургская обсерватория
Штаркенбургская обсерватория — общественная астрономическая обсерватория, основанная в 1970 году в Хеппенхайме (Германия). В обсерватории работает около 150 сотрудников. Обсерватория принадлежит местному астрономическому клубу.
Астероид (14080) Heppenheim, открытый 1 апреля 1997 года в Штаркенбургской обсерватории, был назван в честь близлежащего города Хеппенхайма. Астероид (6864) Starkenburg, открытый 12 сентября 1991 года астрономами Фраймутом Бёрнгеном и Лутцем Дитером Шмаделем в обсерватории Карла Шварцшильда, был назван в честь самой Штаркенбургской обсерватории.

## История обсерватории
В 1936 году Мартин Гефферт начал обучение в парикмахерской Sturm. Два года спустя туда же поступил сын владельца, Альфред. Оба юноши, которые вскоре подружились, увлеклись астрономией.  Их интерес подогревался популярными в то время книгами по астрономии и рассказами о космосе, например, Ханса Доминика и Бруно Бюргeля.  Книга Бруно Бюргeля «Die Himmel rühmen» стала для них особенно важной, и они даже пытались проводить наблюдения с помощью самодельного телескопа, собранного из линз от «Kosmos».
После Второй мировой войны, в апреле 1957 года, наблюдение кометы Аренда — Ролана побудило энтузиастов астрономии в Хеппенхайме, включая двух неназванных  мужчин и Франца Майсснера,  возобновить  свои занятия  астрономией, используя  телескоп, переживший войну.  Это событие привело к созданию  «Астрономического кружка Хеппенхайма».
В период с 1957 по 1968 год около 15 членов астрономического кружка собирались по вторникам в магазине Штурма.  Они построили 150-миллиметровый телескоп длиной 1300 мм.  В 1968 году, после трёх лет переговоров с городскими властями, начались работы по планировке участка для строительства обсерватории на Шлосбергe у подножия замка Штаркенбург.
В период становления (1969-1976 гг.)  Штернбургской обсерватории  происходило её развитие как в плане строительства, так и  в  плане  научной деятельности.  В 1971 году вышел первый номер журнала «SIRIUS». 11 марта 1973 года состоялось торжественное открытие обсерватории. В 1974 году  доктор Фриц Мюляйс передал обсерватории  450-мм  ньютоновский телескоп-рефлектор, 300-мм телескоп Максутова и 200-мм рефлектор системы Альт-азимутальной. К 1976 году был завершен второй этап строительства, включавший возведение купола и расширение лекционного зала.
По инициативе Alfred Sturm и Martin Geffert в 1970 году началось строительство обсерватории. В 1973 году был основан местный астрономический клуб, а в 1991 году ему была передана обсерватория. С 1997 по 2003 года в обсерватории проходили встречи в рамках Европейского Радиоастрономического Конгресса (European Radio Astronomy Congress).

## Инструменты обсерватории
- 0.45m рефлектор + ПЗС-камера — наблюдения и поиск астероидов
- 0.30m Meade LX200
- 0.20m рефрактор
- 0.15m рефрактор
- 0.10m рефрактор
- 0.19m камера плоского поля
- 0.14m камера Шмидта

## Направления исследований
- Образовательная деятельность
- Открытие астероидов
- Астрометрия околоземных астероидов

## Основные достижения
- В период с 1997 по 2002 год открыто 36 астероидов, получивших постоянное обозначение[2].
- В период с 1995 по 2011 год опубликовано 5752 астрометрических измерений[3].

## Известные сотрудники
- Эрвин Шваб[нем.] — астроном-любитель, открывший несколько десятков астероидов
- R. Stoss
- Felix Hormuth
- A. Busch
- M. Busch
- Erwin Schwab, Jr.